# Quaestor Csoport
A Quaestor Csoport egy magyar vállalatcsoport volt, amely pénzügyi szolgáltatásokkal, ingatlanfejlesztéssel és -értékesítéssel, utazással, befektetési tevékenységgel, telekommunikációval, alternatív energetikával, sport-, szabadidős és idegenforgalmi célú fejlesztésekkel, alternatív gyógyászattal valamint kereskedelemmel foglalkozott. Anyavállalata a budapesti székhelyű Quaestor Pénzügyi Tanácsadó Zrt., ennek tagvállalatai és projekt cégei együttesen alkották a Quaestor Csoportot. Ügyfélbázisa a 200 000 főt is meghaladta.
A Magyar Nemzeti Bank (MNB) mint felügyeleti szerv 2015. március 10-én bejelentette, hogy részlegesen felfüggeszti a QUAESTOR Értékpapír-kereskedelmi és Befektetési Zrt. tevékenységi engedélyét.

## A név eredete
A quaestorok az ókori Róma alacsonyabb rangú magistratusai voltak. Alapvetően kétféle quaestura létezett: a közvádlók, ügyészek feladatát betöltő quaestores parricidii és a közpénzek beszedését és elosztását felügyelő quaestores classici, vagy szimplán quaestores.

## A csoport tagjai 2015-ben
A cégcsoport feje a Quaestor Pénzügyi Tanácsadó Zrt. (a kötvényekből befolyó bevételek felhasználója), amelynek tulajdonosa a Liechtensteinben bejegyzett INSULA Management Establishment nevű offshore cég. A Quaestor Pénzügyi Tanácsadó Zrt. tulajdonában van: 
- Quaestor Financial Hrurira Kft. (a kötvények kibocsátója)
- Quaestor Értékpapírkereskedelmi és Befektetési Zrt., röviden Quaestor Értékpapír Zrt. (brókercég, a kötvények forgalmazója)
- Quaestor Invest Kft. (ingatlanbefektetések)
- Quaestor Befektetési Alapkezelő Zrt. (befektetési alapkezelés és portfoliókezelés)

## Története
1990. január 13-án kizárólag magyar magánszemélyek szerepvállalásával hívták életre a Quaestor Pénzügyi Tanácsadó Zrt. jogelődjét, azon céllal, hogy a részt vegyen a rendszerváltás idején a magyar tőkepiac kialakításában, valamint hogy annak egyik első szereplőjévé léphessen elő. Eleinte pénzügyi tanácsadóként működött, később pedig hamar kibővültek a szolgáltatásai. A Quaestor Pénzügyi Tanácsadó Zrt. létrehozott számos Quaestor nevű tagvállalatot, s ezzel folyamatosan, tudatosan építette ki a márkanevet. A vállalat tevékenységi köre 1993-ban értékpapír-kereskedelemmel és befektetési alapkezeléssel, 1995-ben idegenforgalmi tevékenységgel (Quaestor Utazási Iroda), majd 1996-ban ingatlanfejlesztéssel bővült ki (Quaestor Invest), 2002-től pedig már a telekommunikációs piacra is belépett. 2007-ben a nyári tömegturizmusra szakosodott Quaestor Holiday Kft. megalakulásával újabb taggal bővült a csoport. 2009-ben a csoport elnyerte a legjobb fogyasztói márkának járó Superbrands díjat. 2011-ben a Quaestor nyugdíjszolgáltatót indított (Quaestor Foglalkoztatói Nyugdíjszolgáltató Zrt.) a Pénzügyi Szervezetek Állami Felügyelete (PSZÁF) engedélyével. Az oroszországi kereskedelmi kapcsolatok erősítésére 2013-ban Moszkvában megnyitotta a Magyar Kereskedőházat, segítve ezzel a határokon túli fejlődést is. Megalkotta az eQTRADER kereskedelmi rendszert, a Frankfurti Értéktőzsdének (Deutsche Börse Xetra) is tagja lett.
2014 szeptemberében a QUAESTOR cég volt az egyike azon vállalkozásoknak, amelyeknek odaítélték a  Superbrands 2014 védjegy használatának jogát.

### Összeomlás 2015 márciusában
2015 elején több pénzügyi cég csődbe ment Magyarországon, ezért a befektetők körében megnőtt a bizalmatlanság. Sokan szerettek volna Quaestor-kötvényeik visszaváltásával készpénzt kapni. A Quaestornál a Buda-Cash-ügy miatt kezdett vizsgálódni az MNB március 8-án. A Quaestor Financial Hrurira Kft. március 9-én este öncsődöt jelentett. A Magyar Nemzeti Bank 2015. március 10-én bejelentette, hogy részlegesen felfüggeszti a QUAESTOR Értékpapír-kereskedelmi és Befektetési Zrt. tevékenységi engedélyét. Az ilyenkor szokásos eljárásnak megfelelően felügyeleti biztost rendeltek ki, valamint a nyitott piaci pozíciók zárásán túl újabb megbízásokat már nem fogadhat el az intézmény és az ügyfelek a mai napig sem tudtak hozzáférni értékpapírjaikhoz és pénzeszközeikhez. A Magyar Szocialista Párt (MSZP) a botrányt összefüggésbe hozta az MNB által végzett ellenőrzéssel, ezt az állítást az MNB 2015. március 18-i közleményében megtévesztőnek minősítette és cáfolta.
Kiderült, hogy a csoport által kibocsátott és a brókercége által forgalmazott kötvények egy része fiktív volt, vagyis a 210 milliárd forintnyi kötvényállományból 150 milliárdot engedély nélkül bocsátottak ki. A kötvényvásárlások nyilvántartási rendszerét is manipulálhatták.
A csődöt nem pusztán a hirtelen bekövetkező kötvényeladási roham miatti likviditási nehézség okozta: a cégcsoport vagyona (a 160 milliárd forintnyi különféle befektetés mínusz a 60 milliárd forintnyi bankhitel és egyéb kötelezettség) csak töredéke volt a kötvényállománynak, az újabb és újabb kibocsátások tulajdonképpen pilótajátékká változtatták a pénzügyi vállalkozást.
A Quaestor ügyfelei között állami szervek, önkormányzatok (pl. Győr, Vecsés) és magánszemélyek egyaránt voltak.

### Állami kárrendezés
A botrány kárvallottjai többször is tüntettek. Mivel a kibocsátott fiktív és valódi Quaestor-kötvényekre sem az Országos Betétbiztosítási Alap (OBA), sem a Befektető-védelmi Alap (Beva) garanciája nem vonatkozott, a harmadik Orbán-kormány a károsultak nagy számára tekintettel külön törvényi kezdeményezéssel próbálta a pénzügyi intézményekbe vetett bizalom megingását orvosolni. Az eredeti törvény egy részét az Alkotmánybíróság megsemmisítette és az Európai Bizottság is rosszallását fejezte ki célzatossága miatt, ezért 2015 decemberében új törvényt fogadtak el. Eszerint legfeljebb 30 millió forint lehet a kártalanítás összege magánszemélyenként, és egy bizonyos önrészt is levonnak. A károsultak ezután a brókercégtől követelhetik maradék káruk megtérítését. Az összesen kb. 60 milliárd forintnyi kártérítést első körben a bankoknak kellett befizetniük a BEVA-ba, de a törvény szerint befizetéseiket később levonhatják adójukból, tehát végső soron az adófizető lakosság állhatja a számlát.
Győr városa a törvény alapján kamatostul kapta vissza pénzét.

### Büntetőeljárás
A Quaestor-ügyben a nyomozás 2015. március 11-én indult el. A Nemzeti Nyomozó Iroda március 26-án három embert gyanúsítottként hallgatott ki, majd 2015. március 29-én előzetes letartóztatásba helyezték Tarsoly Csabát, a Quaestor-cégcsoport elnök-vezérigazgatóját és két társát, üzletszerűen elkövetett, különösen nagy kárt okozó csalás bűntette és más bűncselekmény megalapozott gyanúja miatt.
2016 februárjában megszületett a vádirat. Ibolya Tibor fővárosi főügyész a Quaestor-csalást a „magyar kriminalisztika történetének talán legnagyobb ügyének” nevezte. Utalva a Quaestor egykori szlogenjére („Több mint egy bank”) a főügyész megjegyezte, a Quaestor valóban több volt, mint bank, „mert egy bűnszövetkezet is egyben, és az ügyfelek pénze itt tényleg nem pihent, mivel azonnal ellopták”. A vád szerint az elsikkasztott vagy elcsalt összeg összesen 77 milliárd forint, ami 5458-rendbeli csalás során valósulhatott meg. Tarsolyt 753 esetbeli, különösen nagy kárt okozó csalással, jelentős értékre elkövetett sikkasztással, továbbá 10 társa felbujtásával vádolják. Ugyanakkor az ügyészség által az ügyben eljáró bíróság (a Fővárosi Törvényszék) részére benyújtott vádirat súlyos hiányosságai miatt a büntetőeljárás elindítására nem megfelelő. Az ügyészség a bíróságnak ezt az állítását cáfolni próbálta.
A Fővárosi Törvényszék 2020. január 20-án bejelentette, hogy a Quaestor-ügyben újabb, közel 130 tárgyalási napot tűztek ki 2020. január eleje és július 15. közötti időszakban az eddig megtartott több mint 200 tárgyalási napon felül.

## Polgári peres eljárás
2021 januárjában a Fővárosi Törvényszék elutasította a Quaestor, a Buda-Cash és a Hungária károsultjai által 2017 decemberében benyújtott  keresetet.

## Feladatai, tevékenységi köre
- A Quaestor Pénzügyi Tanácsadó Zrt. stratégiai döntéshozó szereppel rendelkezik, folyamatosan ellenőrzi a tagvállalatok működését, valamint a különböző piaci területeken működő társaságok tevékenységét irányítja addig, amíg azoknak elindul az önálló tevékenységük. Mint anyavállalat, a társaságok alapításában vesz részt, valamint ezek működésének beindításához megteremti a szükséges feltételeket, egyúttal a Quaestor Csoport adminisztratív, marketing és emberi erőforrás ügyeinek koordinációját is végzi, valamint az országos fiókhálózatot is működteti. A kiemelt közvetítői megállapodás alapján, a PSZÁF „A” típusú engedélyével országos hálózatában befektetési szolgáltatási tevékenység mellett számlavezetési, betétgyűjtési, valamint hitelezési tevékenységet is végez.
- 1995-től kezdve lakóingatlanok fejlesztésével foglalkozott, majd kereskedelmi, sport valamint idegenforgalmi célú fejlesztések után komplett városrészfejlesztések irányába fordult. A cégcsoport belföldi és külföldi idegenforgalmi utazások lebonyolításában is részt vesz. Ezenkívül filmipari projekteken is dolgozik: amerikai 3D animációs filmprodukciók magyarországi gyártásának előremozdításán is munkálkodik.

### Pénzügyi tevékenysége
A cégcsoport teljes körű pénzügyi szolgáltatást nyújtott a megtakarításoktól, a befektetési és tőzsdei szolgáltatásokon át egészen a bankszámlavezetésig, hitelnyújtásig.

### Utazási irodája
Az 1995 óta létező QuaesTour Utazásszervező és Utazásközvetítő Kft. kezdetben elsősorban csak egyedi és prémium szintű utazásokkal foglalkozott egy szűk szegmens számára, később a tömeges utaztatások piaca felé is nyitott. Teljes körű turisztikai szolgáltatásokat nyújt, ennek keretében  kiutaztatással, beutaztatással, belföldi és incentive utak, valamint sport- és koncertutak szervezésével, valamint repülőjegyek és utasbiztosítás értékesítésével is foglalkozik. Képviselője Tarsolyné Rónaszéki Erika ügyvezető igazgató. A cég székhelye  H-1132 Budapest, Váci út 30. A QuaesTour Kft. tagja a Magyar Utazásszervezők és Utazásközvetítők Szövetségének. A cég 2015. március 26-i közleménye szerint 2015. március 24-én megkezdődött a  cég által kötött ügyletek lezárása.

## Fejlesztései és befektetései
A befektetési tevékenység az elindításakor kezdetben az ingatlanpiacra – azon belül is lakóingatlanok fejlesztésére – koncentrált. Később, és kereskedelmi, sport valamint turisztikai célú fejlesztéseken túl, a komplett városrészfejlesztések irányába fordult. Az ingatlanbefektetések megvalósítása után más szektorok felé nyitott, így lett szereplője a telekommunikációs, az alternatív medicina piacnak, a hazai sportéletnek, és így lépett a filmkészítés világába is.
2005 és 2012 között a Quaestor fejlesztésében valósult meg az ETO Park, jött létre a Fehér Miklós Labdarúgó Akadémia Gimnáziuma és Kollégiuma, két szálloda, valamint épülőfélben van a DunaCity városrész. A cég részt vett a Dr. Fachet Immunforte elnevezésű termékcsalád fejlesztésében és piacra dobásában is.